# Wilhelm Müller-Lenhartz

Wilhelm Müller-Lenhartz

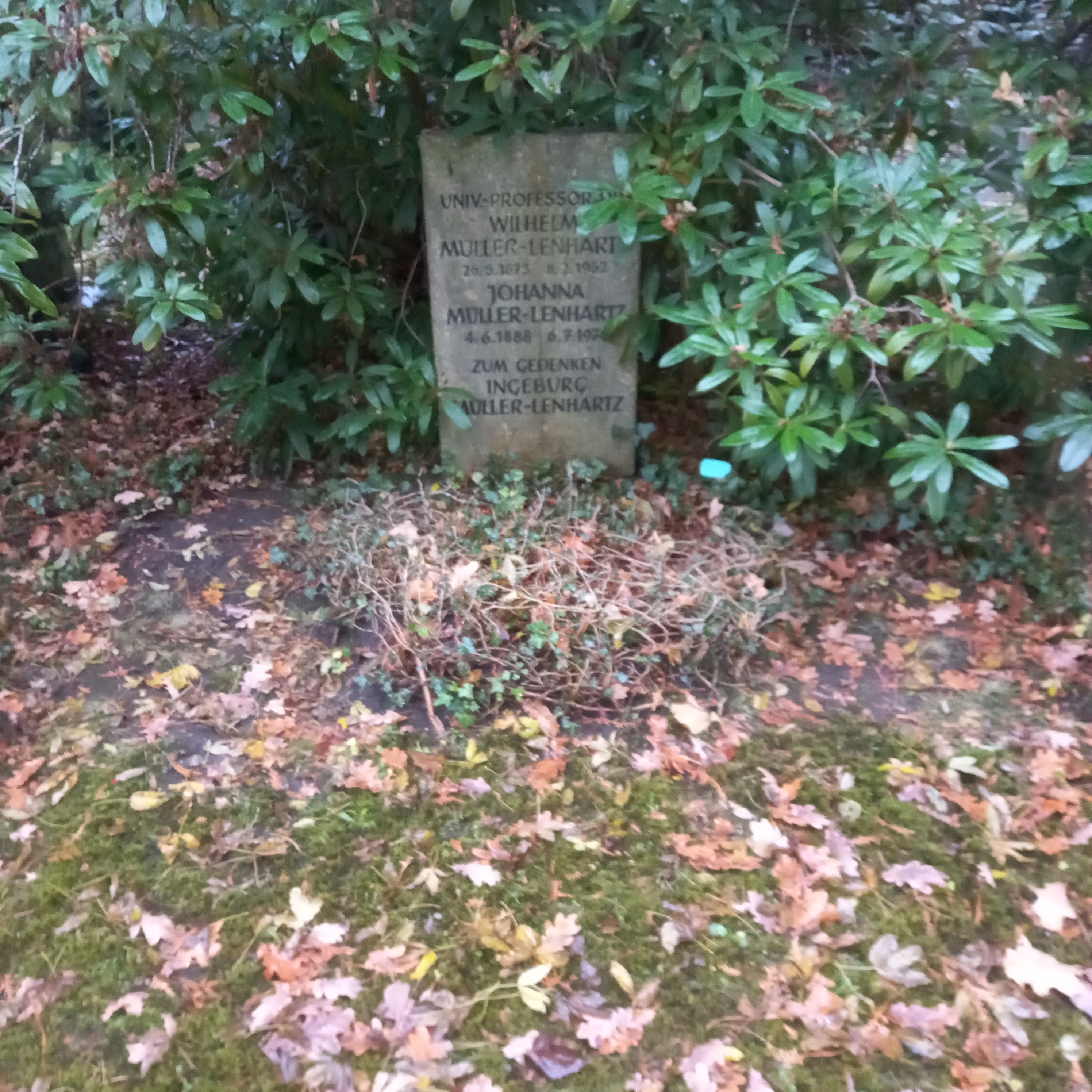
Das Grab von Wilhelm Müller-Lenhartz und seiner Ehefrau Johanna geborene Lenhartz auf dem Südfriedhof (Leipzig)

Wilhelm Müller-Lenhartz (* 26. Mai 1873 in Gut Marienthal, Hannover; † 8. November 1952 in Leipzig) war ein deutscher Agrarwissenschaftler und Politiker (DNVP).

## Leben und Wirken
Wilhelm Müller-Lenhartz wurde 1873 als Wilhelm Müller geboren. Zu seinem zweiten Nachnamen gelangte er durch eine Namensänderung im Jahr 1912. Er legte das Abitur an einem Gymnasium in Lüneburg ab. Danach war er zunächst in der Landwirtschaft tätig, um ab 1897 Landwirtschaft, Volkswirtschaft und Naturwissenschaften an der Universität Leipzig zu studieren. Im Anschluss an sein Studium, das er 1900 mit der Diplomprüfung (Diplom-Landwirt) abschloss, erhielt Müller-Lenhartz eine Stelle als Assistent am Leipziger Landinstitut. 1902 promovierte er zum Dr. phil. Bald darauf wurde er auch Leiter der Versuchsbetriebe des Instituts, eine Tätigkeit, die er dreiundzwanzig Jahre lang ausüben sollte. Darüber hinaus dozierte Müller-Lenhartz, der seit 1911 verheiratet war, auch als Privatdozent an der Tierärztlichen Hochschule Dresden, wo er 1917 seine Habilitationsschrift vorlegte.
Während des Ersten Weltkrieges und in der Nachkriegszeit war Müller-Lenhartz für die Fleischversorgung Sachsens verantwortlich. Nach dem Abschluss des Versailler Vertrags wurde Müller-Lenhartz zum Reichskommissar für Ablieferungen nach dem Versailler Vertrag bestellt. In dieser Eigenschaft war er mit der Organisation und Überwachung der Abführung der gegenständlichen deutschen Reparationsleistungen (Eisenbahnwaggons etc.) an die Sieger des Weltkrieges befasst.
Nach dem Ende des Krieges trat Müller-Lenhartz außerdem in die Deutschnationale Volkspartei (DNVP) ein. Im November 1932 wurde er als Kandidat der DNVP für den Wahlkreis 29 (Leipzig) als Abgeordneter in den Berliner Reichstag gewählt, dem er bis zum März 1933 angehörte. Im November 1933 unterzeichnete er das Bekenntnis der deutschen Professoren zu Adolf Hitler.
Seit 1921 hatte Müller-Lenhartz außerdem eine Professur an der Universität Leipzig inne. Öffentlich hervor trat Müller-Lenhartz des Weiteren durch verschiedene Veröffentlichungen zu Themen wie die Ernährung von landwirtschaftlichen Nutztieren, Milchhygiene und Agrarpolitik. Einige seiner Schriften wurden sogar in fremde Sprachen übersetzt.

## Schriften
- Wie Füttert der Landwirt Zweckmässig Rübenblätter? 1908.
- Grundzüge einer Wirtschaftlichen Ernährung der Milchkühe. 1909.
- Hygienisch Einwandfreie Milch, ihre Gewinnung, ihre Behandlung und ihr Wert. 1914.
- Die Fortschritte der Landwirtschaftswissenschaft in ihren Beziehungen zur. 1917.
- Die Erzeugung von Pflanzlichen Nährstoffen im Deutschen Reiche. 1917.
- Der Kreislauf des Stickstoffes. 1917.
- Die Nahrungsmittelversorgung Deutschlands nach dem Kriege. 1918.
- Die Entwicklung der Landwirtschaft. 1918.
- Landwirtschaft und Wiederaufbau. Gedanken über Politik und Wirtschaft. 1923.
- Hygienische Michgewinnung mit Besonderer Berücksichtigung der Vitamine. 1925.
- Die Entwicklung der Landwirtschaft im 19. Jahrhundert. 1927.
- Die Wirtschaftliche Ernährung des Huhns, 1930.
- Die Höchste Milchleistung. 1930.
- Zur Ernährung der Pelztiere, Besonders der Farmfüchse. 1930.
- Die Grundlagen der Landwirtschaftlichen Erzeugung. 1931.
- Die Höchste Eierleistung. 1932.
- Warum Geburtenrückgang im Abendland? 1940.
- Da Kokosi Nesu Više Jaja. 1942.